# Висневичи
Висневичи (бел. Віснявічы) — деревня в Берёзовском районе Брестской области Белоруссии. Входит в состав Малечского сельсовета.

## География
Деревня находится в центральной части Брестской области, при автодороге Н-115, на расстоянии приблизительно 18 километров (по прямой) к западу от города Берёза, административного центра района. Абсолютная высота — 159 метров над уровнем моря. Площадь населённого пункта — 0,0681 км².

## История
По состоянию на 1905 год, в Вишневичах проживало 109 человек. В административном отношении деревня входила в состав Селецкой волости Пружанского уезда Гродненской губернии.
Согласно Рижскому мирному договору (1921), деревня вошла в состав межвоенной Польши. Входила в состав гмины Селец Пружанского повета Полесского воеводства Польши. В 1921 году числилось 38 жителей, проживавших в 11 домах. В этническом составе населения того периода белорусы составляли 100 %. В конфессиональном составе населения преобладали православные христиане (100 %).
С 1939 года в БССР, с 1940 года деревня в составе Малечского сельсовета.

## Население
По данным переписи 2019 года, в деревне проживало 2 человека.
| Год  | Население, человек |
| ---- | ------------------ |
| 1905 | 109                |
| 1921 | ↘ 38               |
| 2009 | ↘ 9                |
| 2019 | ↘ 2                |